# Bacino Sam Rayburn
Il bacino Sam Rayburn (in inglese Sam Rayburn Reservoir) è un lago artificiale situato in Texas, a circa 130 miglia a nord di Beaumont. È alimentato dal fiume Angelina, il principale affluente del fiume Neches. La sua capacità è di 4,9 km³ ed è il più grande lago artificiale situato interamente in Texas. Il bacino fu costruito nel 1966 ed è dedicato al politico texano Sam Rayburn.